# Jelena Kostanić
Jelena Kostanić, hrvaška tenisačica, * 6. julij 1981, Split.
26. julija 2004 je dosegla svoj najboljši položaj v svetovni razvrstitvi igralcev - št. 32.